# Obereopsis apicalis
Obereopsis apicalis là một loài bọ cánh cứng trong họ Cerambycidae.